# Victoria (plommon)

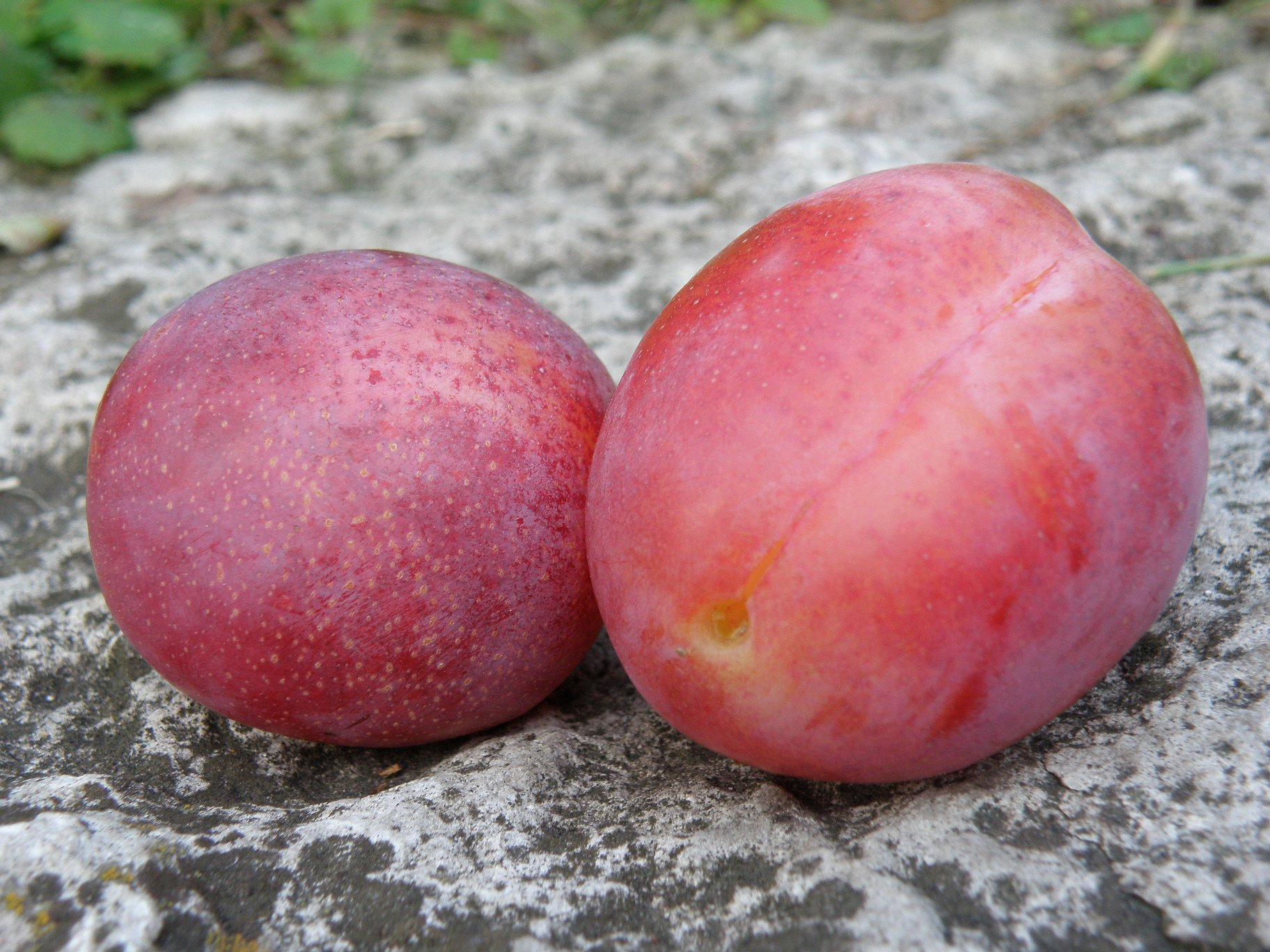

Victoria eller Queen Victoria, Aldertonplommon, är en plommonsort som upptäcktes först i en trädgård i Alderton, Sussex, och infördes i handeln 1844 av en plantskoleägare, Denyer, under namnet Denyer's Victoria. Sorten blev snabbt mycket populär i Sverige under senare delen av 1800-talet.
Frukten blir stor om den gallras. Formen är oval eller äggrund. Grundfärgen är grönaktigt gul, oftast överdragen med en rödviolett färg. Stenen lossnar inte helt från köttet men huden går lätt att dra av. Köttet är rätt grovt, ljusgult, vid god utveckling och full mognad sött och välsmakande. Mognadstiden är mitten eller slutet av september. det är en bra bords- och hushållsfrukt.
Trädet är rätt härdigt och växer kraftigt men blir inte särskilt stort. Blomningen är medeltidig och sorten självfertil. Angrips sällan av sjukdomar men av fruktmögel. Karten måste gallras kraftigt om frukten skall uppnå full utveckling. Träden blir på grund av den rika bördigheten sällan gamla.